# فرروئلا د هوئربا
فرروئلا د هوئربا (به اسپانیایی: Ferreruela de Huerva) یک شهرستان در اسپانیا است که در استان تروئل واقع شده‌است.

## خصوصیات
فرروئلا د هوئربا ۲۰ کیلومترمربع مساحت و ۷۶ نفر جمعیت دارد و ۱٬۰۱۸ متر بالاتر از سطح دریا واقع شده‌است.